# 115e division d'infanterie (Empire allemand)
La 115e division d'infanterie est une unité de l'armée allemande créée en 1915 qui participe à la Première Guerre mondiale. Elle est engagée au printemps en Artois, puis est transférée sur le front de l'est. Présente sur le front dans les pays baltes, la division combat lors de l'offensive de Sventiany.
Au cours de l'année 1916, la 115e division d'infanterie est transférée en Galicie et prend part aux combats défensifs lors de l'offensive Broussilov. La division prend part à la campagne contre la Roumanie, en juillet 1917 elle combat lors de l'offensive Kerenski. En avril 1918, la division est transférée sur le front de l'ouest. Elle est ensuite engagée sur l'Aisne, puis lors des combats de juillet dans le Tardenois. Durant l'automne, la division combat en Argonne. Après la signature de l'armistice, la division est transférée en Allemagne et dissoute.

## Première Guerre mondiale

### Composition

#### 1915 - 1916
- 229e brigade d'infanterie

136e régiment d'infanterie
171e régiment d'infanterie (de)
40e régiment d'infanterie de réserve
- 1er et 3e escadron du 22e régiment de dragons
- 229e régiment d'artillerie de campagne (7 batteries)
- 229e compagnie de pionniers

#### 1917
- 229e brigade d'infanterie

136e régiment d'infanterie
171e régiment d'infanterie
40e régiment d'infanterie de réserve
- 1er et 3e escadron du 22e régiment de dragons
- 115e commandement d'artillerie divisionnaire

229e régiment d'artillerie de campagne
- 115e bataillon de pionniers

#### 1918
- 229e brigade d'infanterie

136e régiment d'infanterie
171e régiment d'infanterie
173e régiment d'infanterie
- 1er et 3e escadron du 22e régiment de dragons
- 115e commandement d'artillerie divisionnaire

229e régiment d'artillerie de campagne
94e bataillon d'artillerie à pied
- 43e bataillon de pionniers

### Historique
La 115e division d'infanterie est composée du 136e régiment d'infanterie issu de la 30e division d'infanterie, du 171e régiment d'infanterie issu de la 39e division d'infanterie et du 40e régiment d'infanterie de réserve issu de la 28e division de réserve.

#### 1915
- 2 avril - 9 mai : formation dans la région de Tournai, repos et instruction. En réserve de l'OHL.
- 10 - 27 mai : renforcement du front dans le secteur d'Arras, engagée dans la bataille de l'Artois combats très violents dans le secteur de Ablain-Saint-Nazaire et de Neuville-Saint-Vaast[n 1].
- 27 mai - 10 juin : retrait du front, repos et réorganisation.
- 10 juin - 30 juillet : transport sur l'Aisne, occupation d'un secteur du front dans la région de Missy-sur-Aisne.
- 30 juillet - 10 août : retrait du front, transport par V.F. sur le front de l'est.
- 11 - 19 août : mouvement vers Kaunas.
- 19 août - 8 septembre : combats le long du Niémen.
- 9 septembre - 2 octobre : engagée dans l'offensive de Sventiany.
- 3 octobre 1915 - 28 juin 1916 : organisation et occupation d'un secteur vers Smarhon, le lac Naratch et Pastavy[1].

#### 1916
- 28 juin - 16 juillet : retrait du front, repos et mise en réserve.
- 16 - 23 juillet : engagée dans des combats vers Ķekava.
- 24 juillet - 2 août : retrait du front, repos.
- 2 août - 9 septembre : mouvement vers la Galicie, engagée dans l'offensive Broussilov, combats dans la région de Zaliztsi[1].
- 9 - 21 septembre : retrait du front, repos.
- 21 septembre - 4 novembre : combats dans la région de Kovel.
- 5 - 12 novembre : occupation d'un secteur du front entre le Styr et le Stokhid.
- 12 novembre - 1er décembre : retrait du front, transport en Roumanie combat le long de l'Olt.
- 1er - 5 décembre : engagée dans la bataille de l'Argeș.
- 6 - 9 décembre : combat pour la prise de Bucarest.
- 9 - 20 décembre : poursuite des troupes roumaines vers la Ialomița, la Prahova et Buzău
- 21 - 27 décembre : combat autour de Râmnicu Sărat.
- 28 décembre 1916 - 4 janvier 1917 : exploitation des combats de Râmnicu Sărat.

#### 1917
- 4 janvier - 21 juillet : combats le long de la Putna et de la Siret.
- 22 - 25 juillet : engagée dans l'offensive Kerenski le long de la Siret.
- 25 juillet - 9 décembre : organisation et occupation de secteurs le long de la Siret et de la Susita.
- 10 décembre 1917 - 1er février 1918 : cessez-le-feu sur le front roumain, la division occupe ses positions.

#### 1918
- 1er février - 8 avril : relevée par une division austro-hongroise ; retrait et repos dans la région de Brăila.
- 8 - 18 avril : transport par V.F. sur le front de l'ouest par Budapest, Vienne, Prague, Dresde, Coblence, Cologne, Aix-la-Chapelle, Liège, Bruxelles pour atteindre Lille[1].
- 19 avril - 21 mai : à partir du 21 avril, transport par V.F. à Anvers, instruction.
- 21 - 29 mai : transport par V.F. d'Anvers par Bruxelles, Mons, Maubeuge, Le Cateau-Cambrésis et Bohain-en-Vermandois. Mouvement vers Versigny à partir du 24 mai[2].
- 29 mai - 3 juin : mouvement par étapes par Chaillevois et Vailly-sur-Aisne le 31 mai ; Ambrief le 1er juin ; Villers-Hélon le 2 juin pour relever la 37e division d'infanterie vers Longpont[2].
- 3 juin - 19 juillet : engagée dans les derniers combats de la bataille de l'Aisne ; puis occupation d'un secteur dans la région de Corcy. À partir du 17 juillet, engagée dans la bataille du Soissonnais, la division subit de lourdes pertes[2].
- 20 juillet - 7 août : retrait du front, repos dans la région de Brieulles-sur-Meuse.
- 7 août - 19 septembre : relève de la 22e division de réserve[2] dans la région de Verdun. Occupation d'un secteur entre Malancourt et Forges-sur-Meuse.
- 19 septembre - 12 octobre : relevée par la 7e division de réserve[2]. À partir du 21 septembre, renforcement de la ligne de front vers Gesnes-en-Argonne durant l'offensive Meuse-Argonne. Violents combats pour la possession de Gesnes-en-Argonne.
- 12 - 18 octobre : relevée par la 3e division de la Garde, de retour en soutien de cette même division aux alentours de Romagne-sous-Montfaucon[2].
- 18 octobre - 1er novembre : retrait du front, repos.
- 1er - 11 novembre : mouvement vers le front, combats dans la région de Remonville. Après la signature de l'armistice, la division est transférée en Allemagne où elle est dissoute au cours de l'année 1919.

## Chefs de corps
| Grade                        | Nom                 | Date                            |
| ---------------------------- | ------------------- | ------------------------------- |
| Generalmajor/Generalleutnant | Alfred von Kleist   | 1er avril 1915 - 5 février 1918 |
| Generalleutnant              | Theodor Mengelbier  | 6 février - 21 mars 1918        |
| Generalmajor                 | Friedrich Kundt     | 22 mars 1918 - 1er janvier 1919 |
| Generalleutnant              | Dietrich von Roeder | 2 février - 18 octobre 1919     |